# (37294) 2001 BT44
2001 BT44 (asteroide 37294) é um asteroide da cintura principal. Possui uma excentricidade de 0.08270620 e uma inclinação de 6.43670º.
Este asteroide foi descoberto no dia 19 de janeiro de 2001 por LINEAR em Socorro.